# Sept athlètes
Sept athlètes est le 20e album one shot de la collection Sept publié en mai 2017 aux éditions Delcourt.

## Synopsis
En 1936, la gauche européenne organise à Barcelone les Olympiades populaires des Jeux Olympiques parallèles destinés à contrer les Jeux Olympiques officiels organisés à Berlin, fortement contestés en raison de l'arrivée au pouvoir en Allemagne d'Adolf Hitler. 
A Montreuil, un groupe d'athlètes amateurs membres de L'Etoile Rouge de Montreuil, un club sportif, se retrouvent au Café des Sports. Francisco, un ouvrier espagnol exilé en France après avoir participé à des grèves en Espagne, annonce à ses camarades, Antoine, Jeanne, Carlo et Nicole, qu'il les a inscrits avec lui aux épreuves de sélection des Olympiades populaires qui ont lieu à Paris au Stade Pershing. 
Sélectionnés, les quatre amis prennent le train pour Barcelone. Au cours du voyage, ils font la connaissance de Rudi, juif allemand et communiste réfugié en France, qui se rend également aux Olympiades. Arrivés à Barcelone, leur petit groupe intègre Niallàn, un sportif irlandais. 
Le jour de la cérémonie d'ouverture, le 19 juillet 1936, la guerre civile éclate en Espagne à la suite du coup d'État perpétré la veille par le général Franco.
Les sept athlètes décident de participer à la lutte contre les franquistes et prennent part à la Colonne Durruti qui part de Barcelone pour aller délivre Saragosse des fascistes.
En cours de route, Francisco apprend que son village natal, où se trouvent encore ses parents et sa fiancée, est aux mains des franquistes. Il entraîne ses amis avec lui afin d'aller secourir sa famille et sa fiancée.

## Historique
Lors d'une discussion au festival Quai des Bulles, Kris fait part à son ami Bertrand Galic, alors l'un des responsables du festival, de son envie de se lancer dans l’écriture de récits de bande dessinée où se mêleraient la grande Histoire, la politique et le sport, lui indiquant qu'il recherchait des sujets encore non traités et méconnus. Galic fait alors des recherches et propose à Kris l’histoire de la toute première équipe nationale algérienne de football, créée dans le contexte de la guerre d’Algérie. Kris propose le projet à David Chauvel, directeur de collection aux éditions Delcourt qui lui proposait depuis longtemps de réaliser un album de la série Sept. Devant l'impossibilité de réduire le nombre de personnages principaux à sept (concept de la série), cet album verra finalement le jour aux éditions Dupuis dans la collection Aire Libre sous le titre Un maillot pour l'Algérie, sur des dessins de Javi Rey, en 2016. Les recherches de Kris et Galic les amènent à s'intéresser aux Olympiades populaires, anti-jeux de Berlin devant se tenir à Barcelone en juillet 1936, à l’appel des forces de gauche républicaines,.
Si Kris et Galic s'inspirent de l'histoire de ces sportifs, beaucoup de français, d'allemands et d'italiens militants anti-nazi ou anti-fascistes, prêts à l'affrontement, qui, à la suite du coup d'État du général Francisco Franco sonnant le début de la Guerre civile Espagnole et l'annulation des jeux, sont demeurés en Espagne pour combattre la dictature du général Franco en rejoignant la colonne Durruti, composée de combattants anarchistes faisant partie des milices confédérales républicaines, qui quitte Barcelone pour tenter de reconquérir l'Aragon, leurs personnages sont purement fictifs, leurs différentes nationalités (française, italienne, espagnole, irlandaise, allemande) permettant d'évoquer l'ensemble de la situation européenne des années trente. 
Le choix des disciplines sportives pratiquées par les sept personnages a été dicté par l'utilité de celles-ci pour assiéger et tenir une ville, les auteurs souhaitant donner à l'histoire un côté Fort Alamo ou Les Sept Mercenaires puisque les sept personnages assiègent un village tenu par des franquistes en faisant croire qu'ils sont une armée. Après avoir cherché des sports à l'époque pratiqués par des femmes (puisqu'il y a deux personnages féminins), les auteurs ont sélectionné ceux qui pouvaient être utiles pour le siège du village : la course à pied, le saut de haies, la perche…,.
Sur les conseils de Javi Rey, avec lequel ils viennent de réaliser Un maillot pour l'Algérie, Kris et Galic proposent le dessin de l'album au dessinateur catalan David Morancho, qui accepte de réaliser l'album entre deux tomes de la série Sara Lone.
Morancho délègue, pour des raisons de délais, la mise en couleur au galicien Javi Montes. Bien qu'originaire de Barcelone, David Morancho n'avait qu'une vague idée de cet épisode de l'histoire espagnole lorsqu'on lui a proposé le scénario qui a une résonance particulière pour lui puisque sa famille ne soutenait pas le franquisme : son grand-père maternel a été arrêté et condamné à mort avant d'être gracié au dernier moment après la fin de la guerre et ses grands-parents paternels se sont exilés quelques années en Argentine avec son père et son oncle. Il a pu reproduire le voyage des sept athlètes de Barcelone jusqu'en Aragon, d'où est originaire sa mère et où ses beaux parents résident, afin de réunir la documentation photographique nécessaire. Pour construire ses personnages, David Morancho a étudié les acteurs et personnages historiques européens de l'époque afin d'identifier leurs éventuelles caractéristiques nationales (moustaches, coiffures…) et a cherché à faire en sorte que ses personnages ne soient pas forcément beaux mais suffisamment charismatiques.

## Publication
- 1re édition : éditions Delcourt, collection Conquistador, 62 pages, grand format, couverture avec vernis sélectif brillant sur fond mat, 2017 (DL 05/2017)  (ISBN 978-2-7560-5466-7)[5],[6]